# Gale H. Stalker
Gale Hamilton Stalker, född 7 november 1889 i Sullivan County, New York, död 4 november 1985 i Palm Bay, Florida, var en amerikansk politiker (republikan). Han var ledamot av USA:s representanthus 1923–1935.
Stalker är begravd på Hillside Cemetery i Ormond Beach i Florida.